# Alfred Merle Norman
Alfred Merle Norman ( 29 de agosto de 1831 - 26 de octubre de 1918) fue un clérigo, naturalista, y zoólogo británico .
Era hijo de John Norman. Realizó sus estudios en la Christ Church de Oxford. Obtuvo un Master of Arts, un doctorado en leyes, y otro doctorado en leyes civiles. Fue rector en Houghton-le-Spring.

## Obra
Principalmente publicó en zoología marina y constituyó una colección de animales del Atlántico Norte y del océano Ártico.
Sobre Protozoa, Porifera, Coelenterata, mollusca, crustacea, echinodermata, y otros invertebrados.
Museum Normanianum sumariza su colección de 11.086 especies, adquirida por el Natural History Museum, London. Fueron comprados en cuatro cuotas entre 1898 y 1911 por el Museo. Norman también presentó muchos especímenes del Museo.
Norman publicó más de 200 artículos. Sus primeros trabajos fueron en aves, insectos, anfibios y peces. Entre 1857 y 1861, publicó un trabajo importante en moluscos del Firth of Clyde y, entre 1890 y 1899, publicó importantes hallazgos de moluscos. Su relato en 1865 en algunos grupos de equinodermos británicos fue la primera contribución importante a estos grupos desde la obra de E. Forbes "Starfishes británicos" de 1841.
En sus últimos años, Norman publicó principalmente sobre los estudios de invertebrados marinos y de agua dulce. Publicó importantes estudios sobre varios grupos de crustáceos, algunos en colaboración con otros naturalistas.
La biblioteca de Norman, que incorporó la de John Gwyn Jeffreys en moluscos, se encuentra ahora en el Departamento de Zoología de la Universidad de Cambridge.

## Honores
- Recompensado por el Institut de France
- Miembro de la Royal Society (electo el 5 de junio de 1890)
- Miembro de la Sociedad linneana de Londres donde recibió la medalla de oro en 1906

## Abreviatura (zoología)
La abreviatura Norman  se emplea para indicar a Alfred Merle Norman como autoridad en la descripción y taxonomía en zoología.

## Orientación bibliográfica
- R.A. Baker (1991). The Durham connection in the history of arachnology in Britain (1850-1950), Archives of Natural History, 18 : 221-230 ISSN 0260-9541

- Datos: Q2835333
- Especies: Alfred Merle Norman